# Atherigona theodori
Atherigona theodori este o specie de muște din genul Atherigona, familia Muscidae, descrisă de Willi Hennig în anul 1963. Conform Catalogue of Life specia Atherigona theodori nu are subspecii cunoscute.